# 通靈學院
通靈學院（羅馬尼亞語：Șolomanță）是在特兰西瓦尼亚鄉野傳說中，一間由惡魔所創立，教授黑魔法的學院。據說魔鬼每次會招收十名學生教授黑魔法，但第十名學生會被惡魔變為部下作為十人繳納的學費。